# Scarthyla vigilans
Espèce
Synonymes
- Hyla vigilans Solano, 1971

Statut de conservation UICN

 LC  : Préoccupation mineure
Scarthyla vigilans est une espèce d'amphibiens de la famille des Hylidae.

## Répartition
Cette espèce est présente sur l'île de Trinité, au nord de la Colombie, au nord et à l'ouest du Venezuela.

## Publication originale
- Solano, 1971 : Una nueva especie del género Hyla (Amphibia: Anura) de Venezuela. Acta Biologica Venezuelica, vol. 7, no 2, p. 211-218.